# Karptjärnen, Norrbotten
Karptjärnen är en sjö i Bodens kommun i Norrbotten och ingår i Luleälvens huvudavrinningsområde. Sjön har en area på 0,0508 kvadratkilometer och ligger 92 meter över havet.

## Delavrinningsområde
Karptjärnen ingår i det delavrinningsområde (731695-175571) som SMHI kallar för Mynnar i Luleälvens vattendragsyta. Medelhöjden är 111 meter över havet och ytan är 40,49 kvadratkilometer. Det finns inga avrinningsområden uppströms utan avrinningsområdet är högsta punkten. Degerbäcken som avvattnar avrinningsområdet har biflödesordning 2, vilket innebär att vattnet flödar genom totalt 2 vattendrag innan det når havet efter 51 kilometer. Avrinningsområdet består mestadels av skog (86 procent). Avrinningsområdet har 0,05 kvadratkilometer vattenytor vilket ger det en sjöprocent på 0,1 procent.